# ルポ級フリゲート
ルポ級フリゲート（イタリア語: Fregata Classe Lupo）は、イタリアのリウニーティ造船（CNR）社が建造したフリゲートの艦級。
対艦兵器が充実しており、まず本国イタリア海軍が4隻を発注したほか、これに準じた改型については、ペルー海軍が4隻、ベネズエラ海軍が6隻、イラク海軍が4隻を発注し、合計で18隻が建造された。
ただしイラクが発注した4隻は、湾岸危機を受けた国際連合安全保障理事会決議661の採択によって引渡せなくなったことから、これらは後にイタリア海軍に引き取られてアルティリエーレ級（Classe Artigliere）として就役したが、これらの4隻については艦名が兵科名であることからソルダティ級（Classe Soldati）とも呼ばれるほか、日本語文献では改ルポ級とも呼称される。

## 設計
設計はおおむね前任のアルピーノ級を発展させたものとなっており、船型も中央船楼型を踏襲した。船楼上の艦橋構造物は3層で、また艦橋の上にも1層の甲板室が設けられている。その前端にはNA-10射撃指揮装置の管制室があったが、2番艦ではレドームによって代替されていた。一方、船楼の後方には煙突が設けられ、その直後に連続した後部上部構造物にはハンガーなどが設けられている。当初、マストは1本だけだったが、1978年から1979年にかけて煙突の直前に後檣が新設されて、RAN-10S対空捜索レーダーはこちらに装備された。
主機関にはCODOG方式を採用しており、巡航機としてはフィンカンティエリ系列のグランディ・モトーリ・トリエステ（GMT; 現バルチラ・イタリア）社によるBL-230-20-DVMあるいはA230-20Mディーゼルエンジンを、高速機としてはゼネラル・エレクトリック LM2500をフィアット社がライセンス生産したガスタービンエンジンが搭載された。推進器としては可変ピッチ式スクリュープロペラ（CPP）が両舷に計2軸配置されており、巡航機と高速機は各推進器に1基ずつ、減速機を介して接続されて、これを駆動する。この主機関により、ネームシップは海上公試で35.02ノットを発揮した。また80％の出力で32ノットを発揮可能とされている。一方、ディーゼルエンジンのみを使用した場合の速力は20.3ノットである。また電源としては、出力780kWのフィアット236SS型ディーゼル発電機が4基搭載されている。機関区画は、補機室、ガスタービン室、減速機室、ディーゼル発電機室の4室構成とされている。

## 装備
電子装備については、各国で差異が大きい部分である。センサとしては、SバンドのRAN-10S対空捜索レーダーは全艦共通の装備として搭載される。ただし艤装要領は異なっており、イタリア海軍艦では前檣に、海外の艦では後檣に搭載される。またLバンドとXバンドを併用する対空対水上レーダーとして、RAN-11L/XないしRAN-12L/Xも併載される。装備位置は、イタリア海軍艦では後檣、海外の艦では前檣である。一方ソナーとしては、原型艦ではレイセオン社のDE 1160Bを船底装備式に、またそれ以外の改型ではEDO 610E型を船底装備式に搭載する。これらはいずれも7キロヘルツ級の中周波ソナーである。ただしアルティリエーレ級では、イタリア海軍で就役する際に、対潜兵器とともにソナーも撤去された。
本級は、同世代の英米の艦と比して小型の艦型にもかかわらず、重武装を施されている。特に、ルポ級はイタリア海軍の戦闘艦として初めて艦対艦ミサイルを搭載した艦級であり、その主兵装であるオトマートは、艦橋構造物後部の両脇に2基ずつと後部上部構造物の両脇に2基ずつ、計8基の単装発射筒をいずれも01甲板レベルに搭載している。これは他国運用艦にも共通した艤装である。
砲熕兵器としては、主砲としてコンパット54口径127mm単装速射砲を艦首甲板に、また近接防空用のコンパット70口径40mm連装機関砲を後部上部構造物両脇の01甲板レベルに搭載する。127mm砲はRTN-10Xレーダーと連接されたNA-10 mod.2射撃指揮装置により統制され、また40mm機銃はRTN-20Xレーダーとともにダルド・システムとして構築されている。また個艦防空ミサイルとしては、後部上部構造物上にシースパローまたはアルバトロスの8連装発射機が搭載された。その射撃指揮装置としては、シースパローを搭載した原型艦ではアメリカ製のMk.91が搭載されたが、アルバトロスの搭載艦ではイタリア製のレーダーとされ、砲射撃指揮用のものと兼用した艦もあった。
なお艦載機として中型ヘリコプター1機を搭載するが、艦型が小さいことから、格納庫はカルロ・ベルガミーニ級以来の入れ子式を踏襲した。ただし改型では半固定式とされた。

## 諸元表
|                   | ルポ級                                                   | ヒッティン級 / アルティリエーレ級                                     | マリスカル・スクレ級                                                  | カルバハル級                                                          |
| ----------------- | -------------------------------------------------------- | --------------------------------------------------------------------- | --------------------------------------------------------------------- | --------------------------------------------------------------------- |
| 基準排水量        | 2,208 トン                                               | 2,213 トン                                                            | 2,213 トン                                                            | 2,208 トン                                                            |
| 満載排水量        | 2,525 トン                                               | 2,525 トン                                                            | 2,525 トン                                                            | 2,500 トン                                                            |
| 全長              | 113.55 m                                                 | 113.2 m                                                               | 112.8 m                                                               | 108.4 m                                                               |
| 全幅              | 12.00 m                                                  | 11.98 m                                                               | 11.98 m                                                               | 11.28 m                                                               |
| 吃水              | 3.54 m                                                   | 3.84 m                                                                | 3.84 m                                                                | 3.66 m                                                                |
| 機関              | CODOG方式                                                | CODOG方式                                                             | CODOG方式                                                             | CODOG方式                                                             |
| 機関              | BL-230-20Mディーゼルエンジン×2基 (計7,800 hp (5,800 kW)) | A230-20Mディーゼルエンジン×2基 (計7,800 hp (5,800 kW))                | A230-20Mディーゼルエンジン×2基 (計7,800 hp (5,800 kW))                | A230-20Mディーゼルエンジン×2基 (計7,800 hp (5,800 kW))                |
| 機関              | LM2500ガスタービンエンジン×2基 (計50,000 hp (37 MW))     |                                                                       |                                                                       |                                                                       |
| 機関              | スクリュープロペラ×2軸                                   |                                                                       |                                                                       |                                                                       |
| 速力              | 最大35ノット                                             | 最大35ノット                                                          | 最大35ノット                                                          | 最大35ノット                                                          |
| 速力              | 巡航20ノット                                             |                                                                       |                                                                       |                                                                       |
| 航続距離          | 5,500海里 (16kt巡航時)                                   | 5,300海里 (16kt巡航時)                                                | 5,500海里 (16kt巡航時)                                                | 3,450海里 (20kt巡航時)                                                |
| 乗員              | 士官17名＋曹士177名                                      | 士官17名＋曹士170名                                                   | 計185名                                                               | 士官20名＋曹士165名                                                   |
| 兵装              | 54口径127mm単装速射砲×1基                                | 54口径127mm単装速射砲×1基                                             | 54口径127mm単装速射砲×1基                                             | 54口径127mm単装速射砲×1基                                             |
| 兵装              | 40mm連装機関砲×2基                                       |                                                                       |                                                                       |                                                                       |
| 兵装              | 12.7mm機銃×2基                                           | Mk.10 20mm機銃×2基                                                    | ―                                                                     | ―                                                                     |
| 兵装              | シースパロー短SAM 8連装発射機×1基                        | アルバトロス短SAM 8連装発射機×1基                                     | アルバトロス短SAM 8連装発射機×1基                                     | アルバトロス短SAM 8連装発射機×1基                                     |
| 兵装              | オトマートMk.2 SSM単装発射機×8基                         |                                                                       |                                                                       |                                                                       |
| 兵装              | ILAS-3 3連装短魚雷発射管×2基                             | Mk.32 3連装短魚雷発射管×2基 ※アルティリエーレ級では伊海軍編入時に撤去 | Mk.32 3連装短魚雷発射管×2基 ※アルティリエーレ級では伊海軍編入時に撤去 | Mk.32 3連装短魚雷発射管×2基 ※アルティリエーレ級では伊海軍編入時に撤去 |
| 艦載機            | AB-212 ASW 哨戒ヘリコプター×1機                          | AB-212 ASW 哨戒ヘリコプター×1機                                       | AB-212 ASW 哨戒ヘリコプター×1機                                       | AB-212 ASW 哨戒ヘリコプター×1機                                       |
| C4I               | IPN-10戦術情報処理装置                                   | IPN-10戦術情報処理装置                                                | IPN-10戦術情報処理装置                                                | IPN-10戦術情報処理装置                                                |
| レーダー          | RAN-10S 対空捜索用                                       | RAN-10S 対空捜索用                                                    | RAN-10S 対空捜索用                                                    | RAN-10S 対空捜索用                                                    |
| レーダー          | RAN-11L/X 対空対水上捜索用                               | RAN-12L/X 対空対水上捜索用                                            | RAN-11L/X 対空対水上捜索用                                            | RAN-11L/X 対空対水上捜索用                                            |
| レーダー          | SPQ-2F 対水上捜索用                                      | RAN-12L/X 対空対水上捜索用                                            | RAN-11L/X 対空対水上捜索用                                            | RAN-11L/X 対空対水上捜索用                                            |
| レーダー          | SPS-703 航海用                                           | SPS-703 航海用                                                        | 3RM-20 航海用                                                         | 3RM-20 航海用                                                         |
| レーダー          | RTN-10X×1基 (砲射撃指揮用)                               | RTN-10X×2基 (砲/短SAM射撃指揮用)                                      | RTN-10X×2基 (砲/短SAM射撃指揮用)                                      | RTN-10X×1基 (砲射撃指揮用)                                            |
| レーダー          | Mk.91×1基 (短SAM射撃指揮用)                              | RTN-10X×2基 (砲/短SAM射撃指揮用)                                      | RTN-10X×2基 (砲/短SAM射撃指揮用)                                      | RTN-30X×1基 (短SAM射撃指揮用)                                         |
| レーダー          | RTN-20X×2基 (機銃射撃指揮用)                             |                                                                       |                                                                       |                                                                       |
| ソナー            | DE 1160B 船底装備式                                      | EDO 610E 船底装備式 ※アルティリエーレ級では伊海軍編入時に撤去         | EDO 610E 船底装備式 ※アルティリエーレ級では伊海軍編入時に撤去         | EDO 610E 船底装備式 ※アルティリエーレ級では伊海軍編入時に撤去         |
| 電子戦・ 対抗手段 | ニュートン・ラムダ 電波探知妨害装置                      | ニュートン・ラムダ 電波探知妨害装置                                   | ニュートン・ラムダ 電波探知妨害装置                                   | ニュートン・ラムダ 電波探知妨害装置                                   |
| 電子戦・ 対抗手段 | SCLAR チャフ・フレア発射機×2基                           |                                                                       |                                                                       |                                                                       |
| 電子戦・ 対抗手段 | AN/SLQ-25 対魚雷デコイ                                   | AN/SLQ-25 対魚雷デコイ                                                | ―                                                                     | ―                                                                     |

## 配備

### イタリア海軍
イタリア海軍では、まず原型艦4隻を1977年から1980年にかけて就役させた。これらはイタリア海軍初のSSM搭載フリゲートとして、艦隊の対水上打撃力の一翼を担った。ただし復原性や耐航性の不足が指摘されたことから、艦型を拡大したマエストラーレ級フリゲートが新たに建造される事となった。
これらの艦はイラン・イラク戦争の終盤、タンカー戦争においてタンカー護衛の任務に就いた。また1990年には湾岸危機で出動して多国籍軍に参加し、湾岸戦争にも参加した。
その後、2000年代に入って順次に退役し、全艦がペルーに売却された。

### ペルー海軍

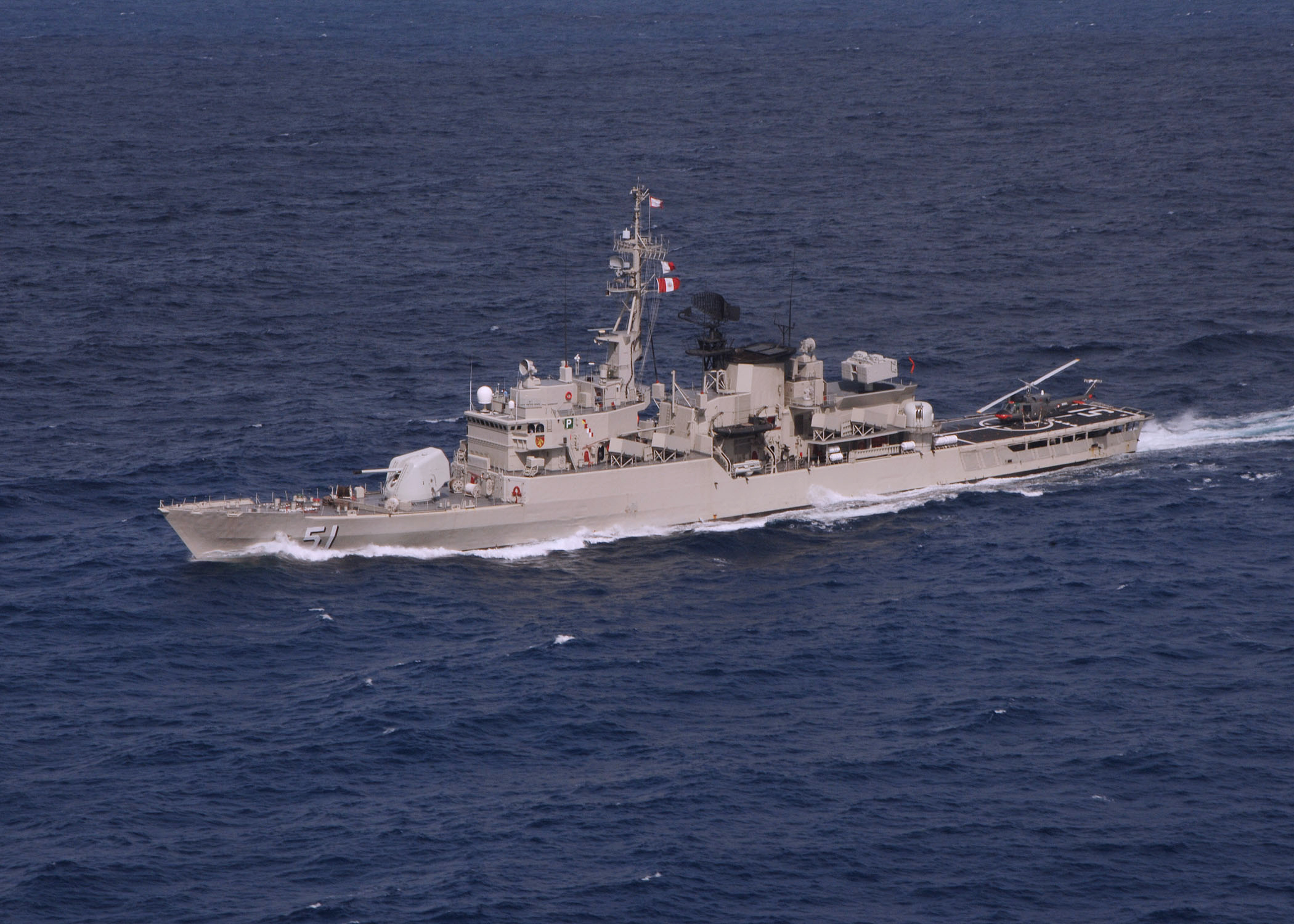
「カルバハル」。後檣が撤去され、RAN-10Sよりもはるかに大きなLW-08のアンテナが装備されている。

ペルー海軍は、1974年に4隻を発注した。最初の2隻はリヴァ・トリゴソ造船所（リグーリア州）で建造され、残りの2隻はペルーカヤオにある海軍産業部門（SIMA）でライセンス建造された。これは南米で初めて建造されためぼしい軍艦とされる。
ペルー向けに建造されたルポ級は格納庫を半固定式としており、また1989年よりシコルスキー S-61へのHIFR給油に対応した装備を受けた。1996年以降は、9M39「イグラ」（SA-16「ギムレット」）の艦載発射機の搭載改修も行われているほか、2004年には「カルバハル」のRAN-10SレーダーをLW-08に換装している。
なお2004年以後、イタリア海軍を退役した原型艦を順次に購入した。

### ベネズエラ海軍

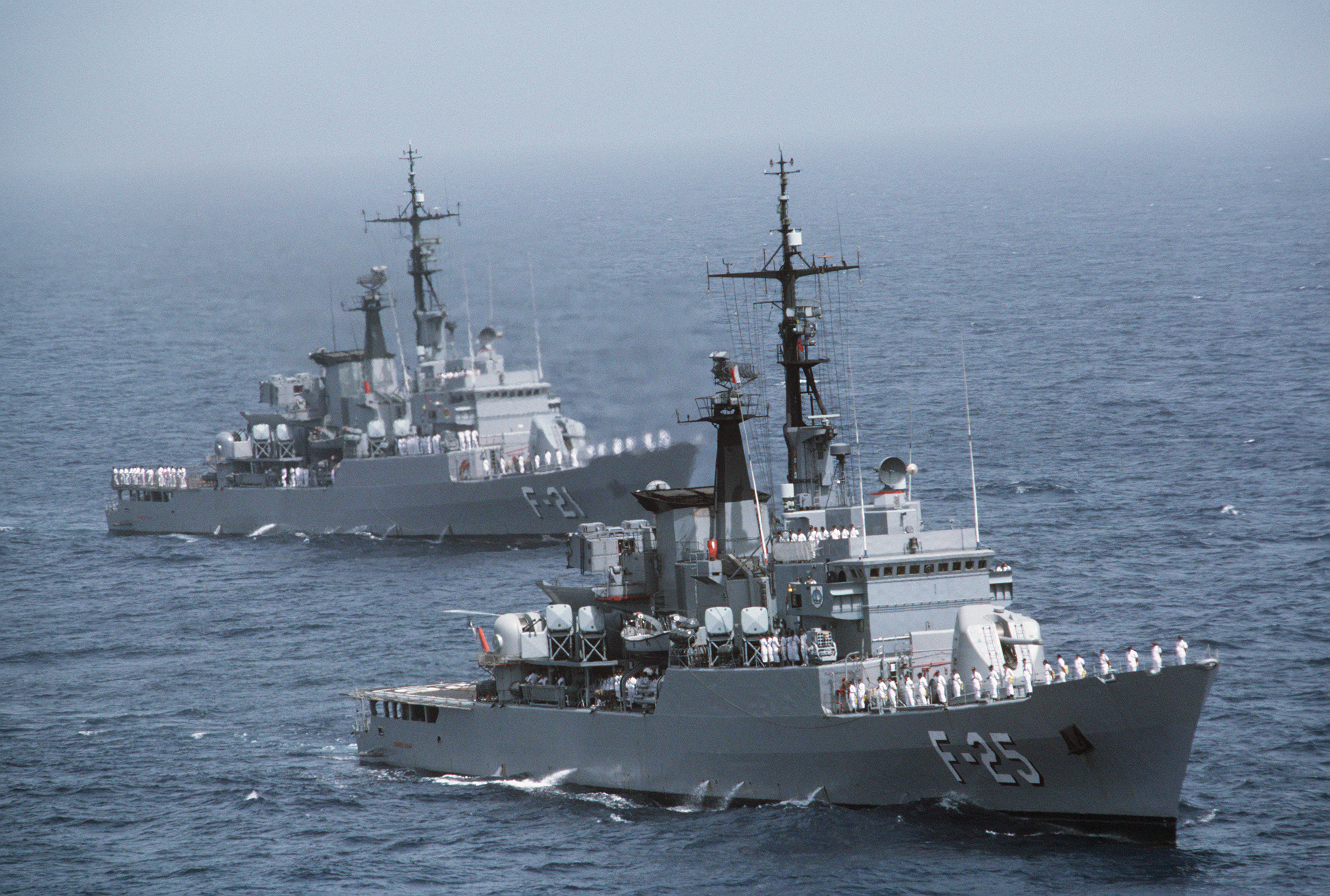
艦隊行動中の「マリスカル・スクレ」および「ヘネラル・サロン」。

ベネズエラ海軍は1975年に6隻を発注し、これらはイタリアCNR社において建造されて、1980年から1982年にかけて順次に就役した。
また1997年には、アメリカ合衆国のインガルス造船所が近代化改修の契約を受注し、まず1998年から2002年にかけて、1・2番艦が改修工事を受けた。改修内容は下記のとおりであった。
- 主機関の更新：LM2500ガスタービンエンジンを出力増強型に更新、ディーゼルエンジンをドイツのMTUフリードリヒスハーフェン社製MTU 20V 1163に換装
- 戦術情報処理装置の更新：IPN-10からイスラエル・エルビット社製NTCS 2000へ換装
- 対空レーダーの更新：RAN-10Sからイスラエル・エルタ社製EL/M-2238 STARへ換装
- ソナーの更新：EDO 610Eからノースロップ・グラマン社製21 HS-7へ換装。なおこれはAN/SQS-53Cの輸出版であった。

他の艦については、2001年に、ソナーのみ更新して、レーダーと戦術情報処理装置は従前通りとする改修が発注されている。

### イラク海軍
1981年2月、イラク海軍はイラン・イラク戦争中の海軍拡張計画の一環として4隻を発注した。これらは1982年3月より順次に起工されたものの、アメリカがLM2500ガスタービンエンジンの主要部品の輸出を差し止めた（後に許可）ために建造は遅延した。
ネームシップである「ヒッティン」は1984年11月に引き渡され、1985年3月にイラク海軍に就役したものの、戦時規制を理由としてイラクへの回航は行われず、イタリア国内に留め置かれた。さらに1990年代に入ると湾岸危機が発生、国際連合の輸出禁止措置を受けて売却は困難となった。
1993年になってイタリア海軍で引き取ることになり、水測装備・対潜兵器を撤去したうえで、1996年までに相次いで就役した。

## 同型艦
| 発注国         | 発注国 | 発注国                                             | 発注国            | 発注国      | 発注国      | 発注国                                        | 発注国                                        | 退役/再就役後                                 | 退役/再就役後            | 退役/再就役後                                                       | 退役/再就役後            | 退役/再就役後            |
| 発注元         | #      | 艦名                                               | 造船所            | 起工        | 進水        | 就役                                          | 退役                                          | 再就役先                                      | #                        | 艦名                                                                | 就役                     | 退役                     |
| -------------- | ------ | -------------------------------------------------- | ----------------- | ----------- | ----------- | --------------------------------------------- | --------------------------------------------- | --------------------------------------------- | ------------------------ | ------------------------------------------------------------------- | ------------------------ | ------------------------ |
| イタリア海軍   | F 564  | ルポ Lupo                                          | リヴァ・ トリゴソ | 1974年 10月 | 1976年 7月  | 1977年 9月20日                                | 2003年                                        | ペルー海軍                                    | FM-56                    | パラシオス BAP Palacios                                             | 2004年 11月3日           |                          |
| イタリア海軍   | F 565  | サジッタリオ Sagittario                            | リヴァ・ トリゴソ | 1976年 2月  | 1977年 6月  | 1978年 11月18日                               | 2005年 10月                                   | ペルー海軍                                    | FM-58                    | クイニョネス BAP Quiñónes                                           | 2006年 1月23日           |                          |
| イタリア海軍   | F 566  | ペルセオ Perseo                                    | リヴァ・ トリゴソ | 1977年 2月  | 1978年 7月  | 1980年 3月1日                                 | 2005年 10月                                   | ペルー海軍                                    | FM-57                    | ボログネシ BAP Bolognesi                                            | 2006年 1月23日           |                          |
| イタリア海軍   | F 567  | オルサ Orsa                                        | リヴァ・ トリゴソ | 1977年 8月  | 1979年 3月  | 1980年 3月1日                                 | 2002年                                        | ペルー海軍                                    | FM-55                    | アギーレ BAP Aguirre                                                | 2004年 11月3日           |                          |
| ペルー海軍     | FM-51  | カルバハル BAP Carvajal                            | リヴァ・ トリゴソ | 1974年 10月 | 1976年 11月 | 1978年 12月                                   | 2013年 12月23日                               | ペルー沿岸警備隊                              | PO-201                   | グアルディアマリーナ・サン・マルティン BAP Guardiamarina San Martín | 2014年 2月9日            | 2022年 9月21日           |
| ペルー海軍     | FM-52  | ビジャビセンシオ BAP Villavicencio                 | リヴァ・ トリゴソ | 1976年 4月  | 1978年 2月  | 1979年 6月                                    | 2022年 9月21日                                |                                               |                          |                                                                     |                          |                          |
| ペルー海軍     | FM-53  | モンテロ → アルミランテ・グラウ BAP Almirante Grau | SIMA カヤオ       | 1976年 6月  | 1982年 10月 | 1984年 6月                                    | ペルー海軍にて就役中                          | ペルー海軍にて就役中                          | ペルー海軍にて就役中     | ペルー海軍にて就役中                                                | ペルー海軍にて就役中     | ペルー海軍にて就役中     |
| ペルー海軍     | FM-54  | マリアテギ BAP Mariátegui                          | SIMA カヤオ       | 1976年 8月  | 1984年 10月 | 1987年 12月                                   | ペルー海軍にて就役中                          | ペルー海軍にて就役中                          | ペルー海軍にて就役中     | ペルー海軍にて就役中                                                | ペルー海軍にて就役中     | ペルー海軍にて就役中     |
| イラク海軍     | F-14   | ヒッティン Hittin                                  | アンコーナ        | 1982年 3月  | 1983年 7月  | 湾岸危機に伴い輸出中止、 · イタリア海軍で就役 | 湾岸危機に伴い輸出中止、 · イタリア海軍で就役 | 湾岸危機に伴い輸出中止、 · イタリア海軍で就役 | F 582                    | アルティリエーレ Artigliere                                         | 1994年 10月              | 2013年 12月13日          |
| イラク海軍     | F-15   | ジーカール Thi Qar                                 | アンコーナ        | 1982年 9月  | 1984年 12月 | 湾岸危機に伴い輸出中止、 · イタリア海軍で就役 | 湾岸危機に伴い輸出中止、 · イタリア海軍で就役 | 湾岸危機に伴い輸出中止、 · イタリア海軍で就役 | F 583                    | アヴィエーレ Aviere                                                 | 1995年 1月               | 2019年 10月2日           |
| イラク海軍     | F-16   | アル＝ヤルムーク Al-Yarmuk                         | アンコーナ        | 1982年 6月  | 1985年 6月  | 湾岸危機に伴い輸出中止、 · イタリア海軍で就役 | 湾岸危機に伴い輸出中止、 · イタリア海軍で就役 | 湾岸危機に伴い輸出中止、 · イタリア海軍で就役 | F 584                    | ベルサリエーレ Bersagliere                                          | 1995年 11月              | 2018年 4月17日           |
| イラク海軍     | F-17   | アル＝カディーシャー Al-Qadissiah                  | リヴァ・ トリゴソ | 1983年 12月 | 1985年 11月 | 湾岸危機に伴い輸出中止、 · イタリア海軍で就役 | 湾岸危機に伴い輸出中止、 · イタリア海軍で就役 | 湾岸危機に伴い輸出中止、 · イタリア海軍で就役 | F 585                    | グラナティエーレ Granatiere                                         | 1996年 3月               | 2015年 12月30日          |
| ベネズエラ海軍 | F-21   | マリスカル・スクレ ARV Mariscal Sucre              | リヴァ・ トリゴソ | 1976年 11月 | 1978年 9月  | 1980年 7月                                    | ベネズエラ海軍にて就役中                      | ベネズエラ海軍にて就役中                      | ベネズエラ海軍にて就役中 | ベネズエラ海軍にて就役中                                            | ベネズエラ海軍にて就役中 | ベネズエラ海軍にて就役中 |
| ベネズエラ海軍 | F-22   | アルミランテ・ブリオン ARV Almirante Brión         | リヴァ・ トリゴソ | 1977年      | 1979年 2月  | 1981年 3月                                    | ベネズエラ海軍にて就役中                      | ベネズエラ海軍にて就役中                      | ベネズエラ海軍にて就役中 | ベネズエラ海軍にて就役中                                            | ベネズエラ海軍にて就役中 | ベネズエラ海軍にて就役中 |
| ベネズエラ海軍 | F-23   | ヘネラル・ウルダネタ ARV General Urdaneta          | アンコーナ        | 1978年 1月  | 1979年 3月  | 1981年 8月                                    | ベネズエラ海軍にて就役中                      | ベネズエラ海軍にて就役中                      | ベネズエラ海軍にて就役中 | ベネズエラ海軍にて就役中                                            | ベネズエラ海軍にて就役中 | ベネズエラ海軍にて就役中 |
| ベネズエラ海軍 | F-24   | ヘネラル・ソウブレテ ARV General Soublette         | リヴァ・ トリゴソ | 1978年 8月  | 1980年 1月  | 1981年 12月                                   | ベネズエラ海軍にて就役中                      | ベネズエラ海軍にて就役中                      | ベネズエラ海軍にて就役中 | ベネズエラ海軍にて就役中                                            | ベネズエラ海軍にて就役中 | ベネズエラ海軍にて就役中 |
| ベネズエラ海軍 | F-25   | ヘネラル・サロン ARV General Salóm                 | アンコーナ        | 1978年 11月 | 1980年 1月  | 1982年 4月                                    | ベネズエラ海軍にて就役中                      | ベネズエラ海軍にて就役中                      | ベネズエラ海軍にて就役中 | ベネズエラ海軍にて就役中                                            | ベネズエラ海軍にて就役中 | ベネズエラ海軍にて就役中 |
| ベネズエラ海軍 | F-26   | アルミランテ・ガルシア ARV Almirante García        | リヴァ・ トリゴソ | 1979年 8月  | 1980年 10月 | 1982年 7月                                    | ベネズエラ海軍にて就役中                      | ベネズエラ海軍にて就役中                      | ベネズエラ海軍にて就役中 | ベネズエラ海軍にて就役中                                            | ベネズエラ海軍にて就役中 | ベネズエラ海軍にて就役中 |